# St John Horsfall
St. John Ratcliffe Stewart "Jock" Horsfall était un pilote automobile anglais de voitures de sport, né le 31 juillet 1910 à Long Stratton, élevé à Dunwich (Suffolk), et décédé le 20 août 1949 sur le circuit de Silverstone.

## Biographie

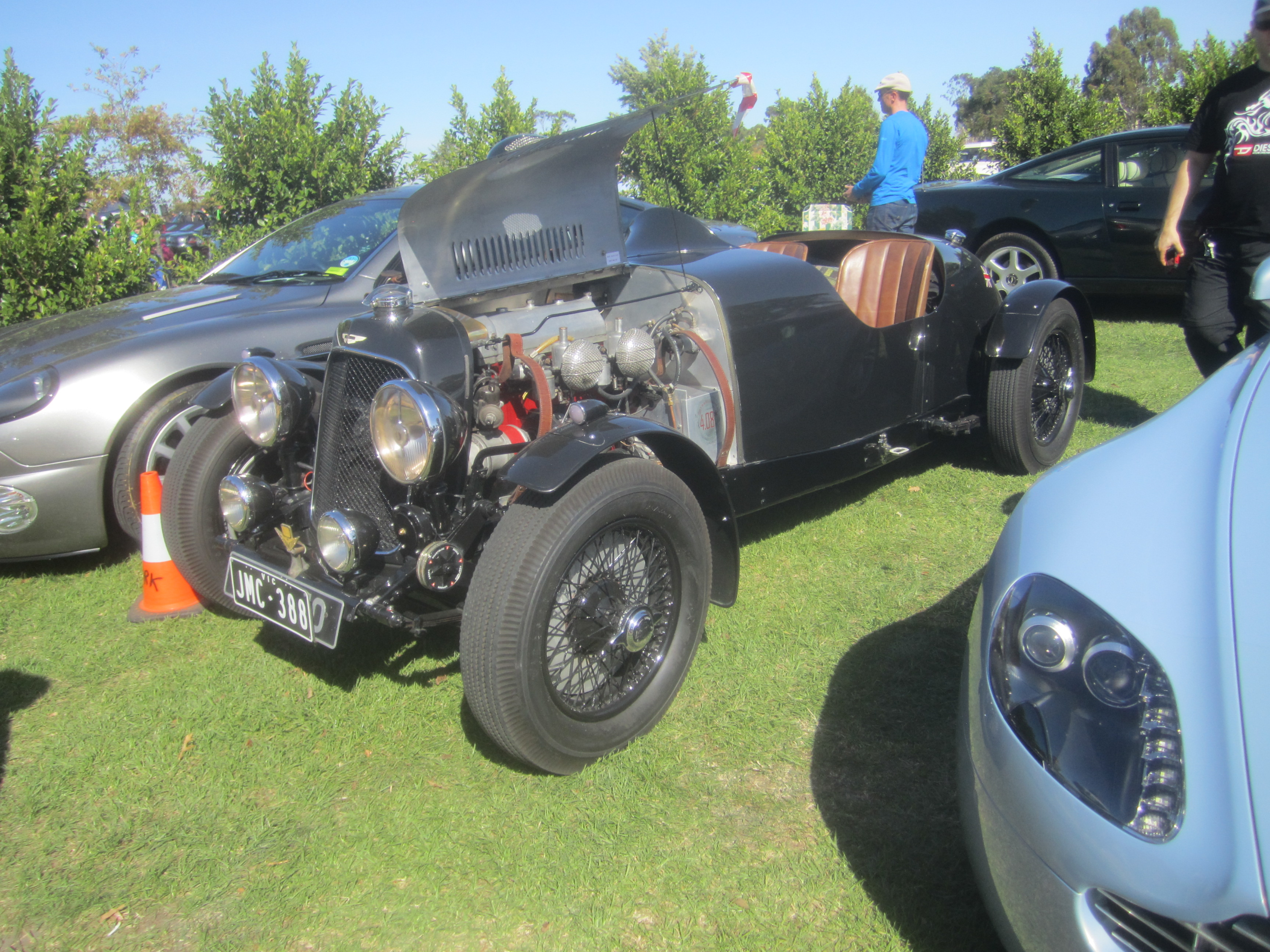
Aston Martin 2 litre Speed (noire) de 1938.

Travaillant dans le négoce immobilier, il débuta la compétition automobile en 1934 au circuit de Brooklands, après s'être essayé sur des motocyclettes.
Il remporta avant-guerre le National Junior Car Club Handicap de Donington et le Leinster Trophy en 1938 à Brooklands avec son habituelle Aston Martin Speed Model 2L (surnommée Black Car), terminant encore deuxième du RAC Tourist Trophy la même année (en étant vainqueur de catégorie 2L. devant plusieurs BMW), ainsi qu'après le conflit mondial le Grand Prix de Belgique pour SportsCars organisé à Bruxelles en 1946 et les 24 Heures de Spa en 1948 avec son compatriote Leslie Johnson sur Aston Martin 2-Litre Sports (DB1; encore 4e de l'épreuve la saison suivante).
Il fut recruté par Eric Holt-Wilson du MI5 durant les hostilités, et il s'impliqua alors notamment dans l'opération de désinformation Mincemeat (afin de faire croire à un débarquement des alliés en Grèce et non en Sicile), racontée dans le film L'Homme qui n'a jamais existé (The Man Who Never Was) en 1956, en transférant sur une plage espagnole le cadavre anonyme d’un civil rebaptisé « William Martin » (faux officier britannique), depuis Greenock à bord d'un sous-marin HMS Seraph.
Il se tua lors du BRDC International Trophy, à bord d'une ERA.
Chaque année est depuis organisée l'épreuve du St. John Horsfall Memorial Trophy à Silverstone.
La réunion annuelle britannique de l'association des propriétaires d'Aston Martin est nommée le St John Horsfall Meeting.